# 新劇場版 頭文字D Legend2 -闘争- SOUND COLLECTION
『新劇場版 頭文字D Legend2 -闘争- SOUND COLLECTION』は頭文字Dのコンピレーション・アルバム。エイベックス・ピクチャーズから2015年5月20日に発売された。

## 収録曲
- (M-1) The Brave (D version) [3:24]

歌 : BACKDRAFT SMITHS
- (M-2) Carry on (D version) [3:42]

歌 : BACKDRAFT SMITHS
- (M-3) Strobe [4:15]

歌 : CLUTCHO
- (M-4) NO MATTER [3:08]

歌 : THE VALVER
- (M-5) Inner Fighter [3:06]

歌 : 月光グリーン
- (M-6) MONSTER [3:43]

歌 : 月光グリーン
- (M-29) リザレクション [4:00]

歌 : BACK-ON